# Референдум о независимости Новой Каледонии (1987)
Референдум о независимости Новой Каледонии прошёл 13 сентября 1987 года. Избирателям был предоставлен выбор: остаться частью Франции или стать независимыми.
Бойкотируемое сепаратистами, включая Канакский социалистический фронт национального освобождения, голосование привело к подавляющей победе сторонников сохранения архипелага в составе Французской Республики, одобренного более чем 98 % избирателей, принявших участие в голосовании, за независимость проголосовало всего 1,7 % участников референдума, при этом явка составила 59,10 % зарегистрированных избирателей.
Это был первый референдум о независимости, организованный на архипелаге. Второй референдум состоялся в 2018 году, третий в 2020 году, а четвертый и последний в 2021 году. Все они были организованы в рамках Нумейского соглашения, подписанного в 1998 году.

## Организация
В рамках политических событий 1984–1988 годов в Новой Каледонии Национальное собрание Франции проголосовало 6 сентября 1984 года за предложение, обещающее Новой Каледонии новый статус. 17 июля 1986 года французский парламент проголосовало за Закон № 86-844, предусматривающий голосование о независимости, условия которого установлены Законом № 87-369 от 5 июня 1987 года. В частности, законом был установлен ценз оседлости для возможности участия в референдуме, а именно продолжительность проживания в Новой Каледонии не менее трёх лет. Это ограничение было сочтено недостаточным Канакским социалистическим фронтом национального освобождения и рядом других движений за независимость, которые решили бойкотировать голосование.
Избирателям предстояло ответить на вопрос: «Вы хотите, чтобы Новая Каледония получила независимость или осталась в составе Французской Республики?». Имелось два варианта ответа:
1. «Я хочу, чтобы Новая Каледония добилась независимости».
2. «Я хочу, чтобы Новая Каледония осталась в составе Французской Республики».

## Полученные результаты
| Выбор                                                       | Выбор                                | Голоса | %     |
| ----------------------------------------------------------- | ------------------------------------ | ------ | ----- |
|                                                             | Французская Республика               | 48 611 | 98,30 |
|                                                             | Независимость                        | 842    | 1,70  |
|                                                             |                                      |        |       |
| Действительные голоса                                       | Действительные голоса                | 49 453 | 97,87 |
| Недействительные / пустые голоса                            | Недействительные / пустые голоса     | 797    | 2,13  |
| Всего                                                       | Всего                                | 50 250 | 100   |
| Зарегистрированные избиратели / явка                        | Зарегистрированные избиратели / явка | 85 022 | 59,10 |
| Источник: Datenbank und Suchmaschine für direkte Demokratie |                                      |        |       |